# Hoplolaimidae
Famille
Les Hoplolaimidae sont une famille de nématodes, des vers non segmentés, recouverts d'une épaisse cuticule et menant une vie libre ou parasitaire. Hoplolaimus est le genre type de la famille.

## Liste des genres
Selon GBIF (22 avril 2021) :
- Antarctylus Sher, 1973
- Aorolaimus Sher, 1963
- Aphasmatylenchus Sher, 1965
- Belonolaimus Steiner, 1949
- Helicotylenchus Steiner, 1945
- Helicotylencjus
- Hirschmannia
- Hoplolaimus Daday, 1905
- Hoplonema Ivanova & Tebenkova, 1992
- Hoplotylus s'Jacob, 1960
- Orientylus Jairajpuri & Siddiqi, 1977
- Peltamigratus Sher, 1964
- Plesiorotylenchus Vovlas et al., 1993
- Pratylenchoides Winslow, 1958
- Pratylenchus Filipjev, 1936
- Radopholus Thorne, 1949
- Rotylenchoides Whitehead, 1958
- Rotylenchus Filipjev, 1934
- Scutellonema Andrássy, 1958
- Trichotylenchus Whitehead, 1960
- Varotylus Siddiqi Tylenchida, 1986

## Synonymes
Les noms de familles suivants sont synonymes de Hoplolaimidae :
- Interrotylenchidae
- Nemonchidae
- Pararotylenchidae